# Municipio de Iroquois (Indiana)
El municipio de Iroquois (en inglés: Iroquois Township) es un municipio ubicado en el condado de Newton en el estado estadounidense de Indiana. En el año 2010 tenía una población de 1358 habitantes y una densidad poblacional de 14,25 personas por km².

## Geografía
El municipio de Iroquois se encuentra ubicado en las coordenadas 40°52′15″N 87°19′54″O / 40.87083, -87.33167. Según la Oficina del Censo de los Estados Unidos, el municipio tiene una superficie total de 95.32 km², de la cual 95.08 km² corresponden a tierra firme y (0.25%) 0.24 km² es agua.

## Demografía
Según el censo de 2010, había 1358 personas residiendo en el municipio de Iroquois. La densidad de población era de 14,25 hab./km². De los 1358 habitantes, el municipio de Iroquois estaba compuesto por el 93% blancos, el 0.15% eran afroamericanos, el 0.52% eran amerindios, el 0.15% eran asiáticos, el 0.15% eran isleños del Pacífico, el 5.45% eran de otras razas y el 0.59% pertenecían a dos o más razas. Del total de la población el 8.54% eran hispanos o latinos de cualquier raza.